# 電鉄兵庫駅
電鉄兵庫駅（でんてつひょうごえき）は、かつて兵庫県神戸市兵庫区の山陽電気鉄道本線上に存在した駅である。国鉄山陽本線兵庫駅に隣接しており、同線のターミナル駅として機能していた。

## 駅概要
山陽電気鉄道の前身である兵庫電気軌道が兵庫駅 - 須磨駅間で営業を開始した際、同線の起点駅として設けられた。このときの名前は単に兵庫であった。兵庫電気軌道では市街地への乗り入れを画策していたが、神戸市街で路面電車の運営を画策していた神戸電気鉄道（後の神戸市電）と競合するためやむなく断念し、この地に起点を置いたものである。
開業時は線路1本の単純な折り返し駅であったが、開業20日目には神戸電気鉄道が隣接して兵庫駅前までの開業を果たし、兵庫電気軌道沿線から市街への連絡を果たすようになっている。
その後、兵庫電気軌道が神戸姫路電気鉄道とともに買収され、宇治川電気電鉄部の運営となると、車両規格や電圧の差を乗り越えて姫路への直通運転を実施することになり、それに備えて直通車用に線路を増設、3線を持つ頭端式ホームの駅となった。
戦中には国鉄との連絡駅名に全て「電鉄〜」をつける方針により電鉄兵庫駅と改称され、さらに発着線が1本削減されて2線となるものの、戦後に神戸市の都市計画を受けて北側へ移転するとともに拡幅、旅客4線・貨物1線というターミナルとして相応しい駅へ変貌した。駅舎は平屋建てでホームの南側に国鉄の兵庫駅と向かい合う形で建っており、駅正面の西隣に観光案内所が設置されていた。
なお、兵庫電気軌道という路面電車（軌道法準拠）扱いで開業した名残で、兵庫駅を出ると長田駅まで1.5 kmの区間は廃止時まで併用軌道となっていた。そのため出発信号機は普通の三灯式であったものの、場内信号機は路面電車と同じ赤の×と黄の↑で進行の可否を示し、それに進入番線を行灯で示すものとなっていた。
1968年の神戸高速鉄道開業により、山陽電気鉄道本線の電鉄兵庫・西代間は廃止されることになったため、このとき電鉄兵庫駅も廃駅となった。実質的な代替は、少し離れた場所に設けられた阪神神戸高速線（神戸高速鉄道東西線）の大開駅が担っている。
なお、駅の跡地はツインタワーの公団住宅から成る高層棟と、勤労市民センター及び関西スーパー等が入居する低層棟とで構成された兵庫駅前ビルとなっている。

## 歴史
- 1910年（明治43年）3月15日：兵庫電停として開設[1]。当初は1線でその後2線となる[2]。
- 1928年（昭和3年）：発着線を4線に拡張[2]。増設した2線は明石駅以西へ直通専用とし、既存2線は低いホームのため600V車専用となる[2]。
- 1943年（昭和18年）11月20日：電鉄兵庫駅へ改称[1]。
- 1944年（昭和19年）：発着線を3線へ縮小[2]。
- 1952年（昭和27年）6月21日：神戸市の都市計画道路拡幅に伴い、北側移設とともに拡張、旅客4面5線・貨物1面1線のホームとなる[2][1]。
- 1968年（昭和43年）4月7日：神戸高速鉄道東西線開通により、当駅・西代間の路線とともに廃止[1]。

## 接続路線
- 山陽本線・和田岬線（兵庫駅）
- 神戸市電（兵庫駅電停）

## 隣の駅
廃止時点
山陽電気鉄道
本線
電鉄兵庫駅 - 長田駅
なお1943年（昭和18年）までは、長田駅との間に大開通駅も存在した。